# Kocinka (Kocina)
Kocinka (nazwa oboczna: Kolonia Kocina) – część wsi Kocina w Polsce położona w województwie łódzkim, w powiecie łaskim, w gminie Widawa.
Według danych ze Spisu Powszechnego z 30 września 1921 r. Kolonia Kocina należała do gminy Dąbrowa Widawska w powiecie łaskim, w województwie łódzkim.
Według danych ze spisu powszechnego z 30 września 1921 r. kolonia liczyła 201 mieszkańców, w tym 98 mężczyzn i 103 kobiety. Zamieszkiwali oni w 29 budynkach. W tej liczbie wyznania rzymskokatolickiego było 201 osób, narodowość polską podało także 201 mieszkańców.